# Saint-Poix
Saint-Poix est une commune française, située dans le département de la Mayenne en région Pays de la Loire, peuplée de 391 habitants.
La commune fait partie de la province historique de l'Anjou (Haut-Anjou).

## Géographie
La commune est située à une dizaine de kilomètres à l'ouest de Cossé-le-Vivien et à une quinzaine de kilomètres de Craon et une trentaine de Laval.

### Communes limitrophes
| Cuillé     | Méral      | Méral |
| Cuillé     | Saint-Poix | Méral |
| Laubrières | Méral      | Méral |

### Climat
Pour des articles plus généraux, voir Climat des Pays de la Loire et Climat de la Mayenne.
En 2010, le climat de la commune est de type climat océanique altéré, selon une étude du CNRS s'appuyant sur une série de données couvrant la période 1971-2000. En 2020, Météo-France publie une typologie des climats de la France métropolitaine dans laquelle la commune est exposée à un climat océanique et est dans la région climatique  Bretagne orientale et méridionale, Pays nantais, Vendée, caractérisée par une faible pluviométrie en été et une bonne insolation. 
Pour la période 1971-2000, la température annuelle moyenne est de 11,3 °C, avec une amplitude thermique annuelle de 13,6 °C. Le cumul annuel moyen de précipitations est de 743 mm, avec 12,6 jours de précipitations en janvier et 6,9 jours en juillet. Pour la période 1991-2020, la température moyenne annuelle observée sur la station météorologique de Météo-France la plus proche, sur la commune de Ballots à 8 km à vol d'oiseau, est de 11,8 °C et le cumul annuel moyen de précipitations est de 782,1 mm,. Pour l'avenir, les paramètres climatiques de la commune estimés pour 2050 selon différents scénarios d'émission de gaz à effet de serre sont consultables sur un site dédié publié par Météo-France en novembre 2022.

## Urbanisme

### Typologie
Au 1er janvier 2024, Saint-Poix est catégorisée commune rurale à habitat dispersé, selon la nouvelle grille communale de densité à sept niveaux définie par l'Insee en 2022.
Elle est située hors unité urbaine. Par ailleurs la commune fait partie de l'aire d'attraction de Laval, dont elle est une commune de la couronne,. Cette aire, qui regroupe 66 communes, est catégorisée dans les aires de 50 000 à moins de 200 000 habitants,.

### Occupation des sols
L'occupation des sols de la commune, telle qu'elle ressort de la base de données européenne d’occupation biophysique des sols Corine Land Cover (CLC), est marquée par l'importance des territoires agricoles (94,3 % en 2018), une proportion sensiblement équivalente à celle de 1990 (93,6 %). La répartition détaillée en 2018 est la suivante : 
zones agricoles hétérogènes (50,5 %), terres arables (30,2 %), prairies (13,6 %), zones urbanisées (5,7 %). L'évolution de l’occupation des sols de la commune et de ses infrastructures peut être observée sur les différentes représentations cartographiques du territoire : la carte de Cassini (XVIIIe siècle), la carte d'état-major (1820-1866) et les cartes ou photos aériennes de l'IGN pour la période actuelle (1950 à aujourd'hui).

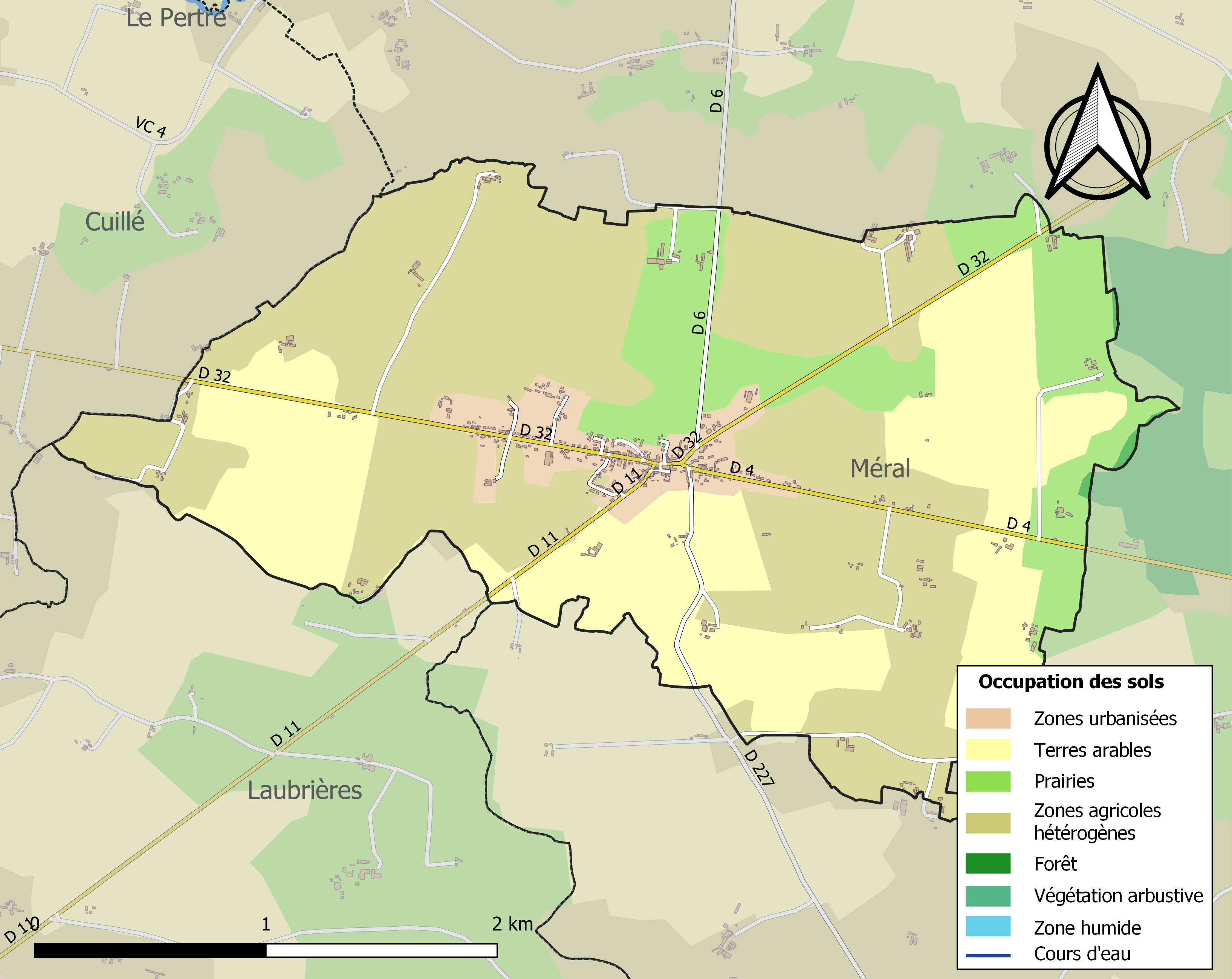
Carte des infrastructures et de l'occupation des sols de la commune en 2018 (CLC).

## Toponymie
Le nom de la localité est attesté sous les formes de Sancto Paterno au XIIe siècle, Saint Pern en 1320 et Saint Paern en 1474. La paroisse était dédiée à Paterne d'Avranches, évêque d'Avranches au VIe siècle, appelé également Pair, devenu localement Poix, transformation similaire à Saint-Pois (Manche),.
Le gentilé est Paternais.

## Histoire
Le chemin gravelais ("chemin empierré"), nom donné à un tronçon du chemin de Cocaigne, ancienne voie gallo-romaine  qui reliait « le Cotentin à la Gascogne » et devenue un itinéraire des Chemins de Saint-Jacques-de-Compostelle, passait par Saint-Poix.
Au Moyen Âge et sous l'Ancien Régime, Saint-Poix dépendait de la sénéchaussée d'Angers.
La paroisse de Saint-Poix relevait du diocèse d'Angers.
Depuis la création du département de la Mayenne, Saint-Poix qui est dans le Haut-Anjou, fait partie de la Mayenne angevine.

## Politique et administration
| Période                                  | Période   | Identité                            | Étiquette | Qualité                        |
| ---------------------------------------- | --------- | ----------------------------------- | --------- | ------------------------------ |
| 1806                                     | 1808      | René Jégu (1775-1826)               | SE        | Propriétaire                   |
| 1826                                     | 1830      | Alexis Jégu (1792-1954)             | SE        | Marchand                       |
| ?                                        | ?         | Comte Olivier d'Andigné (1885-1946) |           |                                |
| 1981                                     | 1995      | Comte Olivier d'Andigné (1918-1997) | SE        | Agriculteur                    |
| juin 1995                                | mars 2014 | Claude Boiteux                      | SE        | Enseignant, conseiller général |
| mars 2014                                | mars 2020 | Simone Benâtre                      | SE        | Retraitée                      |
| mars 2020                                | En cours  | Clément Beucher                     | SE        | Maraîcher                      |
| Les données manquantes sont à compléter. |           |                                     |           |                                |

Le conseil municipal est composé de onze membres dont le maire et deux adjoints.

## Démographie
L'évolution du nombre d'habitants est connue à travers les recensements de la population effectués dans la commune depuis 1793. Pour les communes de moins de 10 000 habitants, une enquête de recensement portant sur toute la population est réalisée tous les cinq ans, les populations de référence des années intermédiaires étant quant à elles estimées par interpolation ou extrapolation. Pour la commune, le premier recensement exhaustif entrant dans le cadre du nouveau dispositif a été réalisé en 2007.
En 2022, la commune comptait 391 habitants, en évolution de −3,22 % par rapport à 2016 (Mayenne : −0,73 %, France hors Mayotte : +2,11 %).
Saint-Poix a compté jusqu'à 689 habitants en 1851.
| 1793 | 1800 | 1806 | 1821 | 1831 | 1836 | 1841 | 1846 | 1851 |
| ---- | ---- | ---- | ---- | ---- | ---- | ---- | ---- | ---- |
| 492  | 510  | 423  | 610  | 631  | 615  | 605  | 634  | 689  |

| 1856 | 1861 | 1866 | 1872 | 1876 | 1881 | 1886 | 1891 | 1896 |
| ---- | ---- | ---- | ---- | ---- | ---- | ---- | ---- | ---- |
| 625  | 602  | 591  | 545  | 571  | 570  | 571  | 543  | 544  |

| 1901 | 1906 | 1911 | 1921 | 1926 | 1931 | 1936 | 1946 | 1954 |
| ---- | ---- | ---- | ---- | ---- | ---- | ---- | ---- | ---- |
| 535  | 536  | 565  | 480  | 505  | 488  | 520  | 560  | 544  |

| 1962 | 1968 | 1975 | 1982 | 1990 | 1999 | 2006 | 2007 | 2012 |
| ---- | ---- | ---- | ---- | ---- | ---- | ---- | ---- | ---- |
| 480  | 481  | 488  | 466  | 424  | 384  | 392  | 393  | 399  |

| 2017 | 2022 | - | - | - | - | - | - | - |
| ---- | ---- | - | - | - | - | - | - | - |
| 405  | 391  | - | - | - | - | - | - | - |

## Lieux et monuments

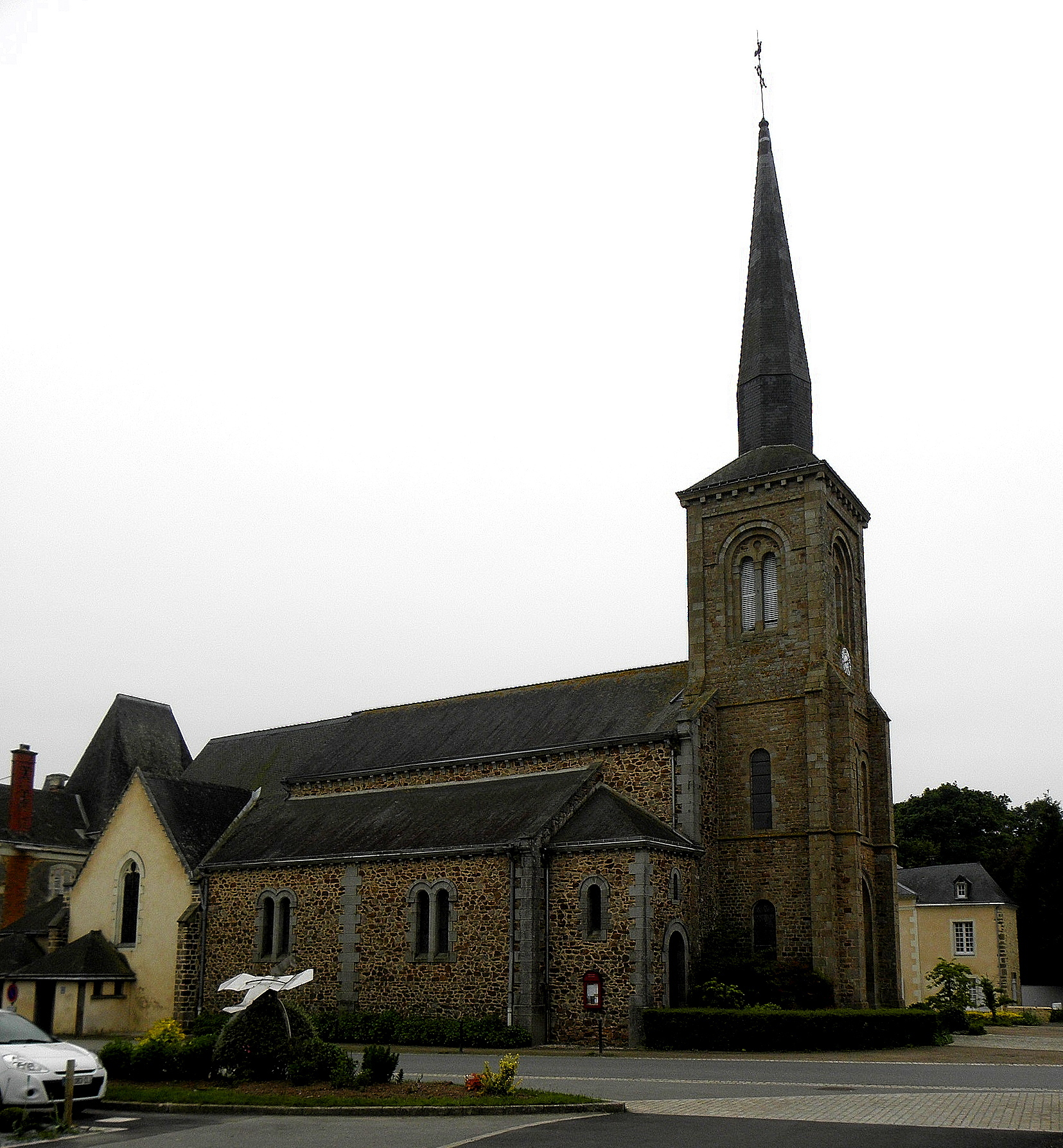
Église Saint-Paterne.

- Église Saint-Paterne du XIIe siècle, remaniée au XIXe.
- Château de Bel-Air des XVIIIe et XIXe siècles.

## Activité, label et manifestations

### Label
La commune est un village fleuri (une fleur) au concours des villes et villages fleuris.

## Personnalités liées à la commune
- Victoire Brielle (1815 à Saint-Poix - 1847)  : son corps fut retrouvé miraculeusement intact en 1866, une vingtaine d'années après l'ensevelissement au cimetière de Méral.
- Hubert d'Andigné (1917 à Saint-Poix - 2005), sénateur et président du conseil général de l'Orne.